# 范冰冰事件
范冰冰事件，或称范冰冰偷逃税案，是女演員范冰冰在2018年遭到中國税务部门调查和处罚的事件。事件起源於主持人崔永元在微博曝光一位演員的「陰陽合同」，由於崔永元此前連續針對電影《手機》及其女主角范冰冰，外界普遍誤認為崔永元指控范冰冰使用陰陽合同偷逃稅，導致范冰冰遭到税务部门调查和处罚，最終引发了中国演艺圈的查税风暴和税务改革。

## 背景
中国主持人崔永元与导演冯小刚因冯于2003年执导的电影《手机》中情节映射的问题产生矛盾。据崔永元称，编剧刘震云曾因此三次向其道歉。2018年5月10日晚，冯小刚在其微博公布《手机2》概念海报。5月11日，崔永元在其微博公布其4月7日与编剧刘震云的短信记录，短信中崔表示不希望刘使用“手机2”命名，以避免引起不必要的联想和议论，刘称新作品将命名为“朋友圈”，而冯小刚公布的海报中却仍旧使用了“手机2”的命名，崔在这条微博评论称“冯小刚是渣子大家都知道，刘震云变成渣子速度偏快了一些。”
5月23日，崔永元在微博转发范冰冰获国家精神造就奖的新闻，评论说：“一个真敢发，一个真敢领。”5月25日，崔永元在其微博張貼一张演艺合同的截图，约定片酬为税后1千万元，崔评论称“一个真敢要，一个真敢给”。5月27日，崔永元貼出多张演艺合同照片，为5月25日截图的较完整版，虽然部分内容打碼，但可看到合同涉及演员为范冰冰。5月28日，崔永元又曝光称一个演员（“这哥们儿”）演一齣戏，只在片场演4天，却签一小一大双合同，小的片酬1千万，大的5千万，共拿走6千万元人民币。由于崔永元连续数日针对范冰冰，且小合同的1千万片酬恰好等于其前一天曝光的范冰冰合同，崔连续两日的微博被广泛误解为指同一人，即范冰冰。
5月29日，范冰冰工作室随后否认“大小合同”，并称崔永元的行为，既破坏商业原则，又涉嫌侵犯合法权益，并称相关网路用户及媒体未经查證散布谣言的行为已经构成诽谤。
5月30日，崔永元接受新浪娱乐采访时，对于外界猜测其曝光合同涉及作品是《大轰炸》不置可否，但表示自己有一抽屉类似的合同。对于为何公布范冰冰的合同，崔表示是最初公布合同图片时因为图片打碼的操作不熟练，漏掉范冰冰名字的处理，剛开始是感到抱歉的，但在范冰冰在其微博称演武月很快乐后就感觉愤怒了。
6月3日，国家税务总局公开表示，针对网上有关影视从业人员签订“阴阳合同”中的涉税问题，已交代江苏等地税务机关依法展開调查。与此同时，范冰冰工作室所在地江苏无锡的无锡市滨湖区地税局称已经介入此事的调查取证。崔永元对此回应媒体：“这是个好事！”还主动表示愿意将电话提供给税务部门配合调查。随后，范冰冰工作室再次否认“阴阳合同”，表示接下来会全力配合相关部门依法核查。稍晚，崔永元接受采访时又明确指出，“4天6000万片酬合同”涉事明星不是范冰冰，也不是一个演员（“这哥们儿”），而是“一个团伙”，涉案金额也远超目前曝光金额的十倍以上，还向范冰冰、徐帆、刘震云女儿刘雨霖致歉。
6月5日，崔永元在采访中表示，自己揭露演艺圈内幕不是「民族英雄」，「这次阴阳合同这个事情，我其实主要就是冲着刘震云和冯小刚去的」，「后来范冰冰出来挡了一下枪，扯到了阴阳合同这件事情。」他表示3日曾和范冰冰通电话，她痛哭诉说委屈，称当年拍《手机》时自己年龄小，不知道电影伤害了崔永元，但崔永元表示“我不相信她不知道”。崔永元说他也不确定范冰冰是否涉嫌偷税漏税，但希望她经受调查「平安无事」。他还指控杨子、黄圣依夫妇在2016年策划《大清相国》、《中南保镖》两部电影时，签署7.5亿阴阳合同，其中一笔9738万的花销主要做了三件事：3000万为《大清相国》总监制韩三平酬劳；5500万为李连杰《中南海保镖》约定档期的片酬，而李连杰自始至终不知道这件事；1200万用于拿回一个已被人注册的域名。崔还称杨子“已经托人给我带话，说要灭掉我。”杨子随后发布声明否认阴阳合同和威胁崔永元，并称两部电影未拍，投资已在2016年全部撤回。韩三平回应：“我没有与任何公司签订《大清相国》的监制合同，更谈不上我拿了监制费。”同日，范冰冰宣传总监黄子樱将自己的微信号设置成“不可被搜索”状态。
7月，崔永元指快鹿集团在投资拍摄电影《大轰炸》过程中“欺诈”、“洗钱”。《大轰炸》剧组则回应，电影票房收益将回款给快鹿集团系列非法吸金案的受害人。此前，杨子、黄圣依夫妇和崔永元都曾与快鹿董事局主席施建祥来往甚密。2016年1月开始，崔永元与施建祥接连合作成立三家影视公司，而施建祥投资过两部电影《大轰炸》和《叶问3》，都由杨子担任总裁的火传媒全权负责策划、宣传、推广，崔永元曾任《大轰炸》总制片人，后改任艺术顾问。2016年3月4日，《叶问3》上映，3天后票房号称达到了4.7亿元，引起媒体质疑。电影总局要求各大电商售票机构立即提供与《叶问3》发行方签署的票务合作发行合同和票房情况，发现票房注水严重，引发了连锁反应。《叶问3》在上映之前，已经被快鹿集团打造成金融产品，在理财公司、互联网金融平台等融资超一百亿人民币。票房造假被揭穿后，资金无法兑付，施建祥在2016年3月7日出逃美国。

## 调查及处罚
6月1日，中共中央政治局常委、国务院副总理韩正出席国税地税征管体制改革座谈会，对国税地税征管体制改革进行动员部署。
6月3日，国家税务总局下令彻查明星“大小合同”。国家税务总局无锡市滨湖区税务局随后宣布介入调查取证。其上级单位──国家税务总局江苏省税务局、国家税务总局无锡市税务局亦在同日先后回应，将对相关问题进行核查。6月4日，江苏省税务局负责人表示：已经按照国家税务总局的要求，责成无锡市税务局对相关公司进行核查，因为核查需要时间，所以目前并没有可以公布的信息；同时会联合北京有关部门联系崔永元，就公布的材料进行沟通。此后，范冰冰再未公开露面。关于她的各类传闻，甚嚣尘上，成为公众舆论关注的焦点。
6月9日，习近平外甥、演员马元在微博说道：「诸位不要瞎胡猜了…他，不孤独…」。19日，马元在微博上评价「崔永元因受到死亡威胁，而不能参加中国传媒大学毕业生毕业典礼」一事，用「毕业寄语，行为师范」来评价崔永元。 26日，马元转载《小崔大胜！中国几千家影视公司面临倒闭！》的新闻，力挺崔永元。
7月初，范冰冰取消与一家影视公司会面，告知对方自己已遭软禁。8月1日，台湾名嘴许圣梅在节目上称从穆晓光友人处获悉，一个多月前，范冰冰、穆晓光、公司会计、行政助理、及公司挂名老板在5个地方同时消失。穆晓光公司员工发现老板失踪，第一时间去查才发现人在常州，后5人被移往北京，以「协助调查」名义囚禁在北京某宾馆。
8月28日，李晨在范冰冰风波后首度露面，为浙江卫视十周年庆典录制VCR，但未戴与范冰冰订婚戒指。9月初，谣传范冰冰求助成龙后，抵达洛杉矶申请庇护，成龙当日迅速否认谣言。同月，万宝龙、萧邦和澳洲公司Swisse相继和范冰冰解约。9月16日，《环球时报》的总编辑胡锡进在新浪微博表示，范冰冰作为公众人物，范冰冰工作室和调查机构应对公众公开她的近况，公布调查情况，满足公众知情权。公开透明，是法制社会应有之义，并称不管崔永元出于什么动机，此番爆料都属勇敢之举。
10月3日，新华社公布调查结果，指出范冰冰拍摄电影《大轰炸》时取得片酬3000万元，其中1000万元申报纳税，其余2000万元以拆分合同方式逃漏个人所得税618万元，少缴营业税及附加112万元，合计730万元；此外，还查出范冰冰及其担任法定代表人的企业少缴税款2.48亿元，其中逃漏税款1.34亿元。江苏省税务局依法对范冰冰及其担任法定代表人的企业追缴的税款、滞纳金和罚款，共计近9亿元人民币。此外，因在2018年6月调查期间，指使公司员工隐匿、故意销毁涉案公司会计凭证、会计账簿，阻挠税务机关依法调查，范冰冰经纪人穆晓光涉嫌犯罪，被公安机关依法采取强制措施。
新华社公布调查结果后當日发布通讯表示，范冰冰案具有教育警示意义，指出文艺影视从业者应当遵纪守法，而《光明日报》发文指出范冰冰案“更须重警示守规矩立德行”。范冰冰在微博发布道歉信，称“对税务机关调查后，依法作出的一系列处罚决定，我完全接受，我将按照税务部门的最终处罚决定，尽全力克服一切困难，筹措资金、补缴税款、缴纳罚款。”崔永元随后在微博发文“事实再一次证明，就是大欺诈，参加欺诈的目前已有一人受到处罚”，同时配以电影《大轰炸》的宣传图。此外，由于范冰冰经纪人穆晓光为臺灣人，中華民國行政院大陸委員會副主任委員兼發言人邱垂正在10月3日接受采访时表示，经內政部警政署刑事警察局了解，中國政府并未依照《海峽兩岸共同打擊犯罪及司法互助協議》向中華民國政府通报穆晓光的情况。
| 处罚对象                       | 依据法律                                                                                | 款项                                                        | 数额(万元) |
| ------------------------------ | --------------------------------------------------------------------------------------- | ----------------------------------------------------------- | ---------- |
| 范冰冰及其担任法定代表人的企业 | 《中华人民共和国税收征管法》第三十二、五十二条                                          | 追缴税款                                                    | 25500      |
| 范冰冰及其担任法定代表人的企业 | 《中华人民共和国税收征管法》第三十二、五十二条                                          | 加收滞纳金                                                  | 3300       |
| 范冰冰                         | 《中华人民共和国税收征管法》第六十三条                                                  | 拆分合同手段隐瞒真实收入偷逃税款处4倍罚款                   | 24000      |
| 范冰冰                         | 《中华人民共和国税收征管法》第六十三条                                                  | 利用工作室账户隐匿个人报酬的真实性质偷逃税款处3倍罚款       | 23900      |
| 范冰冰担任法定代表人的企业     | 《中华人民共和国税收征管法》第六十三条                                                  | 少计收入偷逃税款处1倍罚款                                   | 94.6       |
| 范冰冰担任法定代表人的两户企业 | 《中华人民共和国税收征管法》第六十九条和 《中华人民共和国税收征管法实施细则》第九十三条 | 未代扣代缴个人所得税和非法提供便利协助少缴税款各处0.5倍罚款 | 5100、6500 |
| 合计                           | 合计                                                                                    | 合计                                                        | 89000      |

## 后续

### 调查相关
2018年10月4日，前《经济观察报》记者仇子明在其微博“辣笔小球”上爆料，范冰冰是在南京德基广场老板吴铁军安排下，花了200万人民币在德基广场20楼普慈堂请被叫做“小神仙”的算命先生沈爱栩算命，警方突然显身，突击带走范冰冰以及沈爱栩和吴铁军三人，为了将这一“绑架”过程保密，警方用头套罩着范冰冰，把她从电梯直落停车场，然后乘坐警车带回北京。范冰冰中途想去厕所，警方特地要先将休息区的厕所清场，才允许其进入，确保无人见到她，避免走漏风声。该篇爆料微博其后被删除。2021年，据微信公众号「辩护人Defenders」披露，和范冰冰一同被捕的“小神仙”沈爱栩被判12年入监服刑，“这是一个‘被害人’不报案，且‘被害人’拒领发还退赃款的案件。”「辩护人Defenders」团队律师已接手其申诉代理。
2018年10月7日，崔永元在新浪微博透过“小崔读书汇”的帐号发表文章《一声长叹一声雷》，透露国家税务总局在调查范冰冰案件过程中，调转枪口对准他：全面侦查所有他所涉公司，并对他以前的助理“彻夜”审问。崔永元还描述两名便衣未出示证件传唤他，要求他交出举报证据的来源。当听到崔永元说是“从垃圾箱捡”的，税务总局当场高喊“把他给记上”。崔永元表示，他受到的如此待遇，是因为参与这次“大欺诈”的，既有演艺界大腕，也有上海经侦的警察：“他们曾经当着我的面，喝两万元一瓶的酒，抽一千元一条的烟，几十万的现金，用个书包就提走”。崔永元说“危险来自四面八方”，但他父亲托梦告诉他3个字：“不能退”。9日，该文在微信被封杀。10日，上海市公安局在新浪微博回应，已成立调查小组，但无法联系崔永元。崔永元回应：「听说你们多次联系我未果，是写信联系的？你们把我的原助手、与我合作的公司、与我合作公司合作过的公司都查个底儿掉，居然还联系不上我？建议你们去国家税务总局试试，有两个警察冒充过税务人员，他们有我电话。至于你们内部的问题，可以先查原长宁经侦副支队长彭奋，他儿子叫彭明达。」
2018年10月，范冰冰台籍经纪人穆曉光在中國被捕，下落不明期间，台北地院判准其和台籍妻子黃南茜离婚。穆曉光诉请離婚的理由是他婚後從未與妻子同居、夫妻之情蕩然無存。穆妻要求法官駁回穆曉光的離婚請求。法官審理後認為，夫妻感情維繫困難，分居期間也未見他們積極維繫婚姻及感情，故認為穆曉光訴請離婚有理有據，判准兩人離婚。2023年3月1日，穆曉光前往台北市第一殯儀館為舅舅向雲鵬奔喪，是其获释后首次現身。雖然坊間有傳為保范冰冰，穆曉光顶罪坐牢，但中国官媒迄今未披露穆晓光被捕后是否被判刑。
2018年10月8日，国家税务总局依据《中国共产党问责条例》、《行政机关公务员处分条例》和《税收违法违纪行为处分规定》，針對江苏省税务局在范冰冰逃漏税案件中，因管理不力、负有领导责任的无锡市税务局和相关人员进行處分。2024年4月，曾主持处置范冰冰偷逃税案，时任江苏省税务局局长的侍鹏因涉嫌违法违纪被调查。

### 感情变化
2018年10月5日，范冰冰男友李晨在微博发文“甭管多难，咱们一起渡过去”。2019年6月27日，范冰冰微博發文宣布與李晨分手。随即网传范冰冰同德基集团董事长吴铁军交往，并流出注明日期为2019年6月19日的小区监视器画面。6月28日，范冰冰官方粉丝团和范冰冰工作室否认“范冰冰怀孕”、“范冰冰被包养”、“范冰冰结婚”等谣言，但未对流出监视器画面做出评论。2020年底，范冰冰解釋和李晨分手是因為不想連累他：「感謝他在這段時間裡給我的美好，當時我的狀況他受了很多牽連，許多工作停擺，受了很多委屈。」，「我唯一能做的就是讓他離開我，不要受到我的影響。」

### 《大轰炸》相关
2018年10月17日，电影《大轰炸》导演蕭鋒宣布取消中国上映计划。10月26日，该片如期在北美上映，全片时长97分钟，比中国计划公映的132分钟版少了35分钟，范冰冰戏份保留9秒。
2021年10月29日，被中国通缉的《大轰炸》投资人施建祥因涉嫌以欺诈方式获取签证进入美国，在拉斯维加斯被捕。2022年8月4日，佛罗里达州南区联邦地区法院的陪审团裁定施建祥犯有两项涉及欺诈和滥用签证的罪行。

### 行业相关
2018年6月，中國五部委联合发布通知，称每部网络电影，电视剧网络剧，网络视听节目全部嘉宾、演员总片酬不得超过节目总成本的40%，主要嘉宾、演员片酬不得超过总片酬的70%。8月，三家视频网站联合联合正午阳光、华策影视、柠萌影业、慈文传媒、耀客传媒、新丽传媒六大影视制作公司发表联合声明，共同抑制明星不合理片酬：三家视频网站和六大影视公司采购获制作的所有影视剧，单个演员的单集片酬（含税）不得超过100万元人民币，其总片酬（含税）最高不得超过5000万元人民币。
2018年12月，一批文化影视产业的代表，以匿名方式致公开信国务院总理李克强，对国家税务总局向文化影视行业征税的做法表示质疑。
2019年1月22日，新华社报导援引国家税务总局、国家广播电视总局、国家电影局消息称，自2018年10月开展规范影视行业税收秩序工作以来，影视行业纳税人展開自查自纠。截至2018年底，自查申报税款117.47亿元人民币，已入库115.53亿元人民币。
2021年4月，鄭爽「天价片酬」曝光后，有微博網民發文為范冰冰抱不平：「那就希望將范冰冰之後補稅的117億名單公布，不要逮住一個人往死裏搞，全部公布出來整改，別把限薪令拿來糊弄觀眾。我覺得天價片酬是現狀，能解決這些現狀才是優秀。」范冰冰点赞该文，但随后取消點讚并發文：「這個世界，本來就是不公平的，當你認為不公平時，你要覺得這些是正常的，當你認為公平時，你要覺得自己是幸運的！」

### 范冰冰后续活动
2018年11月至2019年2月，路易·威登在上海举办“飞行、航行、旅行”展览。范冰冰曾经在2016年为该展览的东京站站台，她穿过的礼服作为展品，出现在上海收藏展上，她的照片也出现在大屏幕。2019年3月26日，与范冰冰关系密切的李晨、范丞丞、张钧甯、彭小枫等明星出席了北京朝阳区建国路边「妙美肤殿堂」美容院开业剪彩，此前传闻该美容院为范冰冰所开，但她最后未现身剪彩。造型师张帅27日通过微博澄清美容院是自己所开，但感谢范冰冰开业前的帮忙，“处女座的你在我时装秀前帮我监工谢谢啦。”2019年4月22日，造型师闵锐在微博发布了4张范冰冰参加爱奇艺9周年庆典的现场图片。隔日，范冰冰在IG贴出图片。这是税务风波后，范冰冰首次参加活动，但她到场时，媒体开放环节已经结束并完成了清场。范冰冰参加的第二场闭门庆典没有媒体，“全是大佬”。2019年9月27日，范冰冰以「特邀嘉宾」身份出席一汽红旗E-HS9高端圈层品鉴会，并在微博发布了照片，但红旗宣传对范冰冰保持“失声”，在通稿和微博只介绍了其他参会嘉宾。范冰冰随后删除了红旗相关微博。2019年11月17日，范冰冰以颁奖嘉宾身份出席「ELLEMen电影英雄盛典」，为动画电影《姜子牙》颁奖。
截止2020年底，范冰冰自税务风波以来打了200余起侵权官司，大部分胜诉。一些被告在败诉后在范冰冰逃税遭罚后申请了二审，理由是她作为负面典型，使用其肖像已经不能起到盈利作用，但仍然败诉。
2018年3月，范冰冰在税务风波前成立个人美妆品牌Fan Beauty。税务风波后，范冰冰积极转往品牌经营。2019年4月25日，Fan Beauty推出新品“海葡萄凝水保湿面膜”，范冰冰在其小红书进行宣传推广。2021年7月12日，范冰冰宣布与纵横星购（北京）电子商务有限公司的授权合作关系已到期，收回Fan Beauty经营权，改名Fan Beauty Secret，2024年再改名Fan Beauty Diary。品牌在2021年的GMV突破3亿元人民币，2022年GMV达到8.5亿，2023年的GMV突破11亿。
2022年7月，范冰冰税务风波后首度回归荧幕，在韓劇《Insider知情人》第14集中客串演出。2023年2月，范冰冰携《绿夜》出席德國柏林影展。2024年5月，范冰冰移居香港。

## 备注
1. 1 2  所谓「大小合同」、「阴阳合同」是指交易双方签订金额不同的两份合同，一份金额较小的「阳合同」用于向主管机关备案登记纳税；另一份金额较高的「阴合同」则实际约定双方交易价格，彼此心照不宣，目的是逃避纳税义务[9]。
2. 1 2 3  相关报道皆称“地税局”。在2018年3月，国家税务局、地方税务局机构合并后，“××地方税务局”已并入相应的“国家税务总局××税务局”。
3. ↑  新华社报道中使用的是穆晓光带有隐藏字的原名“牟某广”，其真名为牟恩广[28]。